# KV36
Ngôi mộ KV36 nằm trong Thung lũng của các vị Vua ở Ai Cập, được sử dụng cho việc chôn cất quý tộc Maiherpri từ Vương triều 18.
Phát hiện bởi Victor Loret vào ngày 30 tháng 3 năm 1899, ngôi mộ đã được tìm thấy ở trạng thái hầu như không bị ảnh hưởng gì. Các vật thể đã tìm thấy tất cả đều được đưa về bảo tàng Cairo, nơi họ đã công bố chúng trong Danh Mục Chung. Chỉ có nguồn gốc cho sự sắp xếp của đối tượng trong phòng chôn cất là một bài viết của George Schweinfurth. Ông đến thăm lăng mộ một thời gian ngắn trước khi tất cả những gì của nó đã được đưa tới Cairo. Tuy nhiên, gần đây, máy tính xách tay của Loret đã được tìm thấy và công bố, cung cấp một danh sách các chi tiết và mô tả các đối tượng được tìm thấy và sắp xếp chúng trong phòng mộ.
Xác ướp của Maherperi đã được trang trí với một mặt nạ. Ở nơi cuối cùng của các quan tài hình chữ nhật, về phía đông đã được tìm thấy một căn phòng khác với bốn quan tài vẫn còn trong đó. Tiếp theo đó là Cuốn sách của người Chết của Maiherpri và có đã tìm thấy một số hộp với những miếng thịt của xác ướp. Ở đầu của quan tài đã tìm thấy khá nhiều đồ gốm tàu. Những vật khác từ ngôi mộ này là bình đá, một trò chơi senet, một bát sơn sứ độc đáo, một chiếc bình thủy tinh và một giường tang lễ.

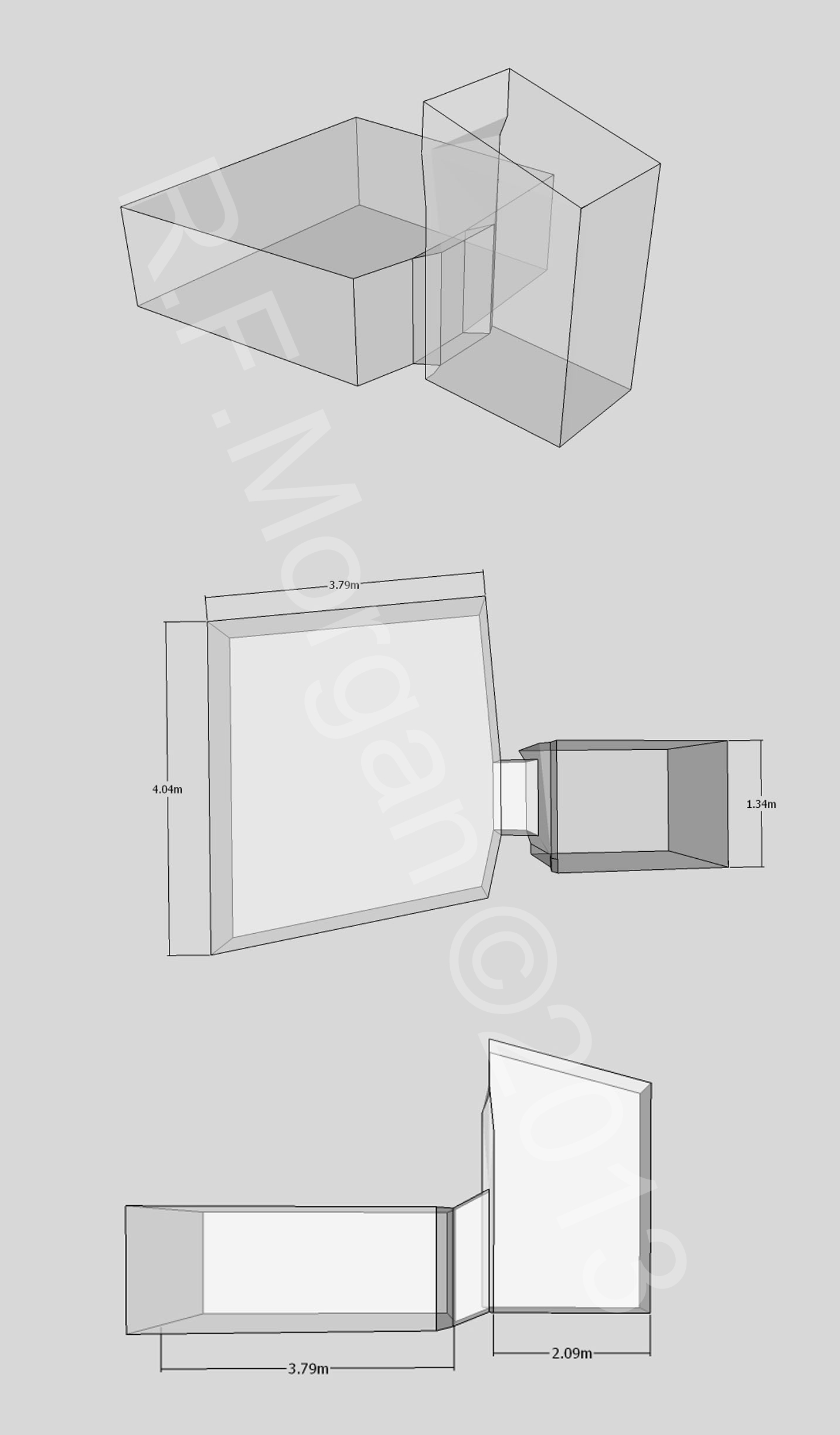
Hình ảnh của KV36 lấy từ một mô hình 3d

## Bản đồ vị trí các ngôi mộ
|  | Chủ đề Ai Cập cổ đại |